# Bodaboda

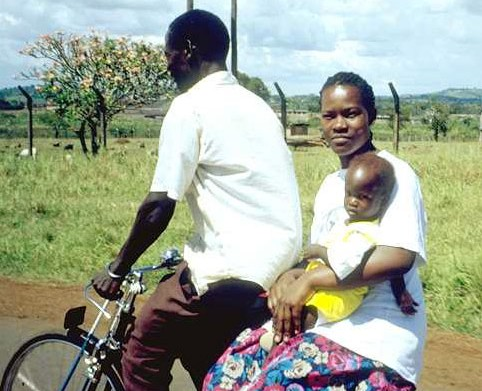
Bodaboda in bedrijf

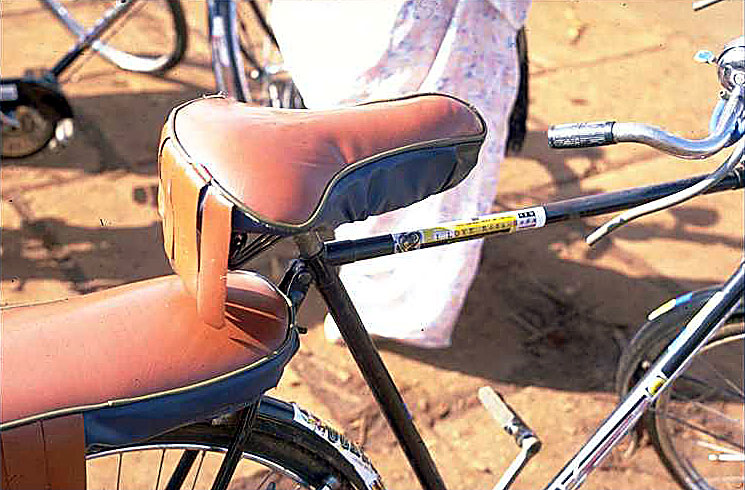
Bodaboda - typerend passagierszitje

Bodaboda betekent van oorsprong fietstaxi in Oost-Afrika.
Eigenlijk is het een gewone fiets geïmporteerd vanuit China waarop een extra luxe zitje op de bagagedrager is geplaatst. Vooral in Oeganda is het een populair vervoermiddel. Geschat wordt dat er in Oeganda al 200.000 mannen zo’n professionele fiets tot hun beschikking hebben.
De laatste jaren worden de fietsen ook door motorfietsen. Deze motorfietsen met extra zitje worden ook Bodaboda genoemd. In vlakke armere gebieden (Lira) in Oeganda is de fietsvariant nog flink in de meerderheid. In de wat minder arme en heuvelachtige gebieden (Kampala, Fort Portal) komt de fiets eigenlijk niet meer voor. Met de motorvariant gebeuren erg veel ongelukken, een veilige manier van reizen is het niet.